# 芭蕉镇
芭蕉镇，是中华人民共和国四川省达州市宣汉县下辖的一个乡镇级行政单位。

## 行政区划
芭蕉镇下辖以下地区：
竹海社区、大虎村、泉水村、盆寨村、玉坪村、沙河坝村、花山村、桐林村、新建村、蒿坝村、铁溪村、小毛坪村和花生村。